# Erich Goldhagen
Erich Goldhagen (* 3. August 1930 in Rożnów, Polen; † 23. Oktober 2024) war ein polnisch-kanadischer Historiker und Vater des Autors Daniel Goldhagen.

## Leben
Erich Goldhagen wuchs im rumänischen Czernowitz auf, das 1940 sowjetisch wurde. Er wurde nach dem deutschen Angriff auf die Sowjetunion 1941 aufgrund seiner jüdischen Abstammung im Ghetto von Czernowitz inhaftiert, das nun wieder rumänisch war, und überlebte dort den Holocaust. Er emigrierte nach dem Zweiten Weltkrieg in die Vereinigten Staaten von Amerika, heiratete 1957 Norma Bachrach und studierte Geschichte. 1959 wurde sein Sohn Daniel geboren. Erich Goldhagen arbeitete zunächst als Osteuropa-Experte an der Brandeis University, spezialisierte sich dann auf Themen wie die Minoritäten in der Sowjetunion und den Holocaust. 1970 wurde er Dozent an der Universität Harvard und an der Harvard Extension School, und behielt diese Stelle bis zu seiner Emeritierung 1995. Er lebte in Newton (Massachusetts), einem Vorort von Boston.

## Speer-Kontroverse
Auf Anregung eines Artikels der Holocaust-Forscherin Lucy Dawidowicz begann Goldhagen, sich mit den Posener Reden von Heinrich Himmler zu beschäftigen, und stieß in diesem bis dahin wenig beachteten Dokument auf den Passus, in dem Himmler den offenbar im Publikum sitzenden Albert Speer persönlich anspricht. Er veröffentlichte daraufhin im Oktober 1971 in der Zeitschrift Midstream einen Artikel, in dem er Speer beschuldigte, gelogen zu haben, als Speer während der Verhandlungen vor dem Nürnberger Militärtribunal und später wiederholt behauptete, er sei sich zwar seiner Mitschuld für den Holocaust bewusst, habe aber persönlich nichts davon gewusst. Denn in dieser Rede beschrieb Himmler den Holocaust detailliert. Speer verfasste eine grundlegende Erwiderung, in der er versuchte nachzuweisen, dass er zwar an diesem Tag in Posen gewesen war, zum Zeitpunkt, als Himmler seine Rede hielt, jedoch bereits nach Rastenburg abgereist sei. Die heutige historische Forschung hält es für ein gesichertes Faktum, dass Speer während der Rede Himmlers anwesend war. Der Historiker Magnus Brechtken betont 2017 in seiner Speer-Biografie, die Faktenlage sei eindeutig: „Alle zeitgenössischen Dokumente bezeugen Speers Aufenthalt in Posen, alle gegenteiligen Behauptungen sind Nachkriegsformulierungen“.

## Werke
- Ideology and the transition to Communism. In: Soviet Survey. A Quarterly Review of Cultural Trends. 1959.
- Die Zukunft der kommunistischen Gesellschaft. In:  Der Monat. Band 13, 1961, Nr. 151, S. 7–16.
- Ethnic minorities in the Soviet Union. Published for the Institute of East European Jewish Studies of the Philip W. Lown School of Near Eastern and Judaic Studies, Brandeis University 1968.
- Albert Speer, Himmler, and the secrecy of the final solution. In: Midstream (Theodor Herzl Foundation), 1971, S. 43–50.
- The ethnic consciousness of early Russian Jewish socialists. In: Judaism. 23/1974 (American Jewish Congress), S. 479–496.
- Weltanschauung und Endlösung. In: Vierteljahrshefte für Zeitgeschichte. Band 24, 1976, S. 379–405.
- The mind and spirit of East European Jewry during the Holocaust. Harvard Univ., Cambridge, Mass. 1979.
- Der Holocaust in der sowjetischen Propaganda und Geschichtsschreibung. In: Vierteljahrshefte für Zeitgeschichte. Band 28, 1980, S. 502–507.